# Вилпарт, Тоомас
Тоомас Вилпарт (эст. Toomas Vilpart; род. 21 сентября 1971[…], Вильянди) — эстонский гребец, выступавший за сборную Эстонии по академической гребле в первой половине 1990-х годов. Многократный победитель и призёр первенств национального значения, участник летних Олимпийских игр в Барселоне.

## Биография
Тоомас Вилпарт родился 21 сентября 1971 года в городе Вильянди Эстонской ССР. Начал заниматься греблей в возрасте 14 лет, проходил подготовку в Пярну в местном спортивном клубе «Калев». В разное время был подопечным таких специалистов как Анне Фреймут, Арне Грауман, Кайдо Сийма, Матти Киллинг.
В 1990 и 1991 годах становился бронзовым и серебряным призёром юниорских мировых первенств. Выполнил норматив мастера спорта СССР.
Наиболее значимый старт в его спортивной карьере состоялся в сезоне 1992 года, когда он вошёл в состав эстонской национальной сборной и благодаря череде удачных выступлений удостоился права защищать честь страны на летних Олимпийских играх в Барселоне. В составе распашного безрульного экипажа-четвёрки, куда также вошли гребцы Вячеслав Дивонин, Тармо Виркус и Марек Авамере, Вилпарт занял последнее пятое место на предварительном квалификационном этапе и затем финишировал пятым в дополнительном отборочном заезде, в результате чего отобрался в утешительный финал С, где пришёл к финишу вторым. Таким образом, расположился в итоговом протоколе соревнований на 14-й строке.
После барселонской Олимпиады Тоомас Вилпарт ещё в течение некоторого времени оставался действующим спортсменом и продолжал принимать участие в крупнейших международных регатах. Так, в 1993 году он отметился выступлением на чемпионате мира в Рачице, где в программе безрульных двоек занял итоговое 17-е место.
В период 1989—1995 годов в общей сложности 19 раз становился чемпионом Эстонии в различных гребных дисциплинах.